# Делта (Міссурі)
Делта (англ. Delta) — місто (англ. city) в США, в окрузі Кейп-Джірардо штату Міссурі. Населення — 376 осіб (2020).

## Географія
Делта розташована за координатами 37°11′51″ пн. ш. 89°44′21″ зх. д. / 37.19750° пн. ш. 89.73917° зх. д. (37.197458, -89.739160).  За даними Бюро перепису населення США в 2010 році місто мало площу 1,02 км², уся площа — суходіл.

## Демографія
Згідно з переписом 2010 року, у місті мешкало 438 осіб у 179 домогосподарствах у складі 127 родин. Густота населення становила 429 осіб/км².  Було 205 помешкань (201/км²).
Расовий склад населення:
| - 96,1 % — білих |

До двох чи більше рас належало 3,9 %. Частка іспаномовних становила 0,5 % від усіх жителів.
За віковим діапазоном населення розподілялося таким чином: 23,7 % — особи молодші 18 років, 60,1 % — особи у віці 18—64 років, 16,2 % — особи у віці 65 років та старші. Медіана віку мешканця становила 43,5 року. На 100 осіб жіночої статі у місті припадало 95,5 чоловіків;  на 100 жінок у віці від 18 років та старших — 86,6 чоловіків також старших 18 років.
Середній дохід на одне домашнє господарство  становив 40 784 долари США (медіана — 34 500), а середній дохід на одну сім'ю — 48 156 доларів (медіана — 39 821). За межею бідності перебувало 15,2 % осіб, у тому числі 25,0 % дітей у віці до 18 років та 15,6 % осіб у віці 65 років та старших.
Цивільне працевлаштоване населення становило 202 особи. Основні галузі зайнятості: освіта, охорона здоров'я та соціальна допомога — 27,2 %, роздрібна торгівля — 16,3 %, виробництво — 15,8 %.